# اس‌ام یوسی-۶۸
اس‌ام یوسی-۶۸ (به انگلیسی: SM UC-68) یک زیردریایی بود که طول آن ۱۶۵ فوت ۲ اینچ (۵۰٫۳۴ متر) بود. این زیردریایی در سال ۱۹۱۶ ساخته شد.